# Yuri Shimai
Yuri Shimai (百合 姊妹?) era una revista antològica del gènere manga, publicada per temporades per l'editorial Magazine Magazine des de juny de 2003. La mateixa companyia editora va publicar una revista amb la temàtica del yaoi (referent al tema gai), que també tractada en les revistes June, Pierce i Sabu. Yuri Shimai estava dirigida cap a un públic femení. Posseïa imatges i novel·les curtes. L'antologia es va aturar el febrer del 2005, després del seu cinquè volum. Les il·lustracions de la portada van ser realitzades per Reine Hibiki.